# 浦和西体育館
さいたま市浦和西体育館（さいたましうらわにしたいいくかん）は、埼玉県さいたま市桜区大字下大久保にある体育館である。以前は浦和勤労者体育センターと呼ばれていた。

## 概要
所在地は、さいたま市桜区大字下大久保1676-1。当時の浦和市と雇用促進事業団が提携し、地域住民と勤労者のための社会体育施設として建設された体育館である。バスケットボール、バレーボール、バドミントンができるアリーナ（競技場）、トレーニング室、卓球室、ランニングコースなどがある。観客席はない。
稼働率は高く、さいたま市の基幹的体育館に位置付けられている。2018年（平成30年）度の実績では、平日の稼働率が88.9%、土曜日が99.5%、日曜日が98.1%であり、抽選倍率は5.71倍である。
桜区役所（プラザウエスト）に隣接するさいたま市記念総合体育館からも近い。無料駐車場が58台（うち車椅子用3台）、駐輪場が20台分用意されている。
館内
| 階  | 設備 |
| 2階 | トレーニング室、卓球室（3卓）、ランニングコース（1周120 m）                                                            |
| 1階 | 競技場（バスケットボール1面、バレーボール2面、バドミントン4面、卓球20卓）、 更衣室、シャワー室、ミーティング室、ロビー |

## 沿革
施設は築年数が古く、老朽化が進んでおり、2010年（平成22年）度をもって用途廃止し、売却または他目的への転用を検討すると報じられたこともあった。使用可能期限は2047年（令和29年）頃と見込まれていることから、2044年（令和26年）をめどに、観客席付きの施設として再整備の検討が行われる予定である。
- 1980年（昭和55年）5月 - 浦和市大字下大久保に開館。勤労者体育センターとして設置された[2]。
- 2002年（平成14年） - さいたま市の管理となる（市が施設を取得[2]）。
- 2006年（平成18年）度 - 指定管理者制度を導入する[2]。埼玉シミズ・シミズオクト・浦和レッドダイヤモンズの3社による共同事業体の運営[8]。

## アクセス
- 京浜東北線・宇都宮線・高崎線 浦和駅西口より国際興業バス大久保浄水場行き「下大久保」下車、徒歩5分。
- 京浜東北線 北浦和駅より国際興業バス・西武バス 埼玉大学行き終点下車、徒歩15分[9]。

## 周辺
- 鴨川
- 羽根倉橋
- 浦和斎場
- さいたま市記念総合体育館